# Ad Suburbicarias Dioeceses
Ad Suburbicarias Dioeceses è un motu proprio del 10 marzo 1961 di papa Giovanni XXIII, «con la quale è abrogata l'opzione per la scelta delle Sedi vescovili suburbicarie e viene messa la nomina a libera disposizione del papa».

## Contenuto
Il Papa, avendo ascoltato il parere dei Cardinali e avendo ricevuto il loro assenso, annullò il canone 236 § 3 del Codice di diritto canonico, il quale prevedeva che i Cardinali stessi potessero scegliere a quale sede suburbicaria essere assegnati.